# Бочкарёв, Василий Кузьмич
Васи́лий Кузьми́ч Бочкарёв (29 апреля 1949, с. Ива, Голицынский район, Пензенская область, РСФСР, СССР — 22 июня 2016, Пенза, Россия) — российский государственный, политический и общественный деятель. Губернатор Пензенской области (1998—2015). Член Совета Федерации РФ (1998—2001, 2015—2016). Член Высшего совета Всероссийской политической партии «Единая Россия» (2009—2016). Президент общественной организации «Мотоциклетная федерация Пензенской области» (2015—2016). Кандидат социологических наук (2002).

## Биография

### Происхождение
Родился 29 апреля 1949 в селе Ива Голицынского района (ныне в составе Нижнеломовского района) Пензенской области, в крестьянской семье. Мать — Ульяна Ивановна Бочкарёва (1923—2019), отец — Кузьма Яковлевич Бочкарёв.

### Образование
После окончания Ивинской школы окончил Алатырский лесотехнический техникум (1968), а затем Марийский политехнический институт по специальности «инженер лесного хозяйства» (1973), Пензенский государственный технический университет по специальности «Государственное и муниципальное управление» (1994), Пензенскую государственную сельскохозяйственную академию по специальности «Экономика и управление аграрным производством» (1999).

### Трудовая деятельность
Трудовую деятельность начал в 1973 году лесничим в Пензенской области. В 1975—1976 гг. работал главным лесничим в Камешкирском районе Пензенской области, в 1976—1977 гг. руководил отделом рабочего снабжения регионального управления лесного хозяйства.
Десять лет его трудовой деятельности, с 1977 по 1987, связаны с автотранспортом — работал заместителем начальника автоколонны, с 1980 года — начальником Пензенского грузового автотранспортного предприятия № 2. Был членом КПСС.

### Председатель исполкома Железнодорожного района Пензы
27 апреля 1987 года избран председателем Железнодорожного райисполкома города Пензы. С 1990 года одновременно являлся председателем районного совета.
Василий Бочкарёв завязал дружеские отношения с Анатолием Ковлягиным, председателем Пензенского облисполкома.
Участвовал в состоявшихся 4 марта 1990 года выборах народных депутатов РСФСР и при поддержке обкома КПСС был избран, став одним из девяти народных депутатов от Пензенской области. На первом съезде председателем Верховного Совета РСФСР был избран Б. Н. Ельцин. Однако Бочкарёв находился в оппозиции к Борису Ельцину.

### Глава администрации Железнодорожного района Пензы
В 1991 году Бочкарёв был назначен главой администрации Железнодорожного района Пензы.
В 1991 году после августовского путча указом президента России «О приостановлении деятельности Коммунистической партии РСФСР» работа обкома КПСС была прекращена. А в октябре 1991 года главой администрации Пензенской области указом президента Ельцина был назначен Александр Кондратьев. В изменившейся ситуации Василий Бочкарёв не оставил Анатолия Ковлягина и вместе с ним организовал политический альянс по смещению Кондратьева с должности.
В 1993 году областные депутаты, ведомые депутатами Верховного Совета РСФСР, высказали недоверие ставленнику Бориса Ельцина и назначили выборы главы администрации. Первые выборы главы администрации Пензенской области были назначены на 11 апреля 1993 года. Баллотировались и Ковлягин, и Бочкарёв. Однако за 3 дня до голосования Василий Бочкарёв снял свою кандидатуру, призвав избирателей поддержать своего политического соратника Ковлягина. В итоге тот получил 71 % голосов избирателей.
В том же году Бочкарёв баллотировался в Совет Федерации первого созыва по Пензенскому двухмандатному избирательному округу № 58, но избран не был.
Осенью 1993 года после событий в Москве Съезд народных депутатов был распущен.

### Депутат Заксобрания Пензенской области
В декабре 1993 года Бочкарёв выдвинул свою кандидатуру на выборах депутатов Законодательного собрания Пензенской области. Выборы состоялись 30 января 1994 года, Бочкарёв был избран депутатом Законодательного собрания.

### Глава администрации Железнодорожного района Пензы
В декабре 1996 года избран главой администрации всё того же Железнодорожного района Пензы, набрав 79 % голосов избирателей.
Работал на этой должности по апрель 1998 года.

### Губернатор
12 апреля 1998 года на всенародных выборах был избран главой администрации Пензенской области, победив действующего главу региона Анатолия Ковлягина. 18 апреля вступил в должность. С 2 июня 1998 года по 26 марта 1999 года — губернатор — председатель правительства Пензенской области, с 26 марта 1999 года — губернатор Пензенской области (первый срок).
14 апреля 2002 года на всенародных выборах был вторично избран на пост губернатора Пензенской области, с небольшим перевесом победив депутата Государственной думы РФ Виктора Илюхина (КПРФ) (второй срок).
С 16 марта по 27 сентября 2005 — член президиума Государственного совета Российской Федерации.
14 мая 2005 года был утверждён в должности губернатора депутатами Законодательного собрания Пензенской области по представлению президента РФ Владимира Путина (третий срок).
29 апреля 2010 года вновь утверждён в должности губернатора депутатами Законодательного собрания Пензенской области по представлению президента РФ Дмитрия Медведева (четвёртый срок).
25 мая 2015 года оставил пост губернатора Пензенской области в связи с истечением срока полномочий. Временно исполняющим обязанности губернатора Пензенской области указом Президента Российской Федерации Владимира Путина был назначен председатель Законодательного собрания Пензенской области Иван Белозерцев, который по итогам всенародных выборов 13 сентября 2015 года был избран новым губернатором.
Во время губернаторства В. К. Бочкарёва в Пензенской области были построены новые спортивные объекты (дворцы спорта «Буртасы» и «Олимпийский», спортивно-ледовый комплекс «Золотая шайба», стадион «Первомайский», дворец водного спорта «Сура», ряд физкультурно-оздоровительных комплексов (ФОК) и плавательных бассейнов, в том числе открытый бассейн евро-класса в Ахунах, ледовый дворец спорта «Дизель-Арена» на 5500 посадочных мест; Дворец Силовых Единоборств на 1200 зрительских мест), новые объекты культуры (новое здание Пензенской областной библиотеки им. М. Ю. Лермонтова, новое здание Пензенской областной филармонии на 750 зрительских мест, киноконцертный зал «Пенза» на 1600 зрительских мест, началось строительство нового здания Пензенского цирка), новые медицинские учреждения (Федеральный центр сердечно-сосудистой хирургии, Областной диагностический центр), новые предприятия (пивоваренный завод «Очаково», тепличный комплекс по выращиванию цветов в Мокшанском районе), торговые и развлекательные комплексы. Была осуществлена капитальная реставрация музея-усадьбы «Тарханы» в Белинском районе, в которой вырос М. Ю. Лермонтов, Троице-Сканова монастыря в Наровчате, зданий Дворянского собрания (в нём разместилось Законодательное собрание Пензенской области), Губернаторского дома (в нём открылся филиал областной картинной галереи) и Музея одной картины в Пензе, установлены памятники советскому хоккеисту Юрию Моисееву, русскому историку Василию Ключевскому, пензенским милиционерам, музей советской военной техники под открытым небом. Также был построен новый мост (путепровод) через реку Сура в Пензе. В числе новых религиозно-культовых сооружений был построен православный храм Петра и Павла в микрорайоне Арбеково, часовня Михаила Архангела на площади Победы в Пензе; началось строительство Спасского кафедрального собора (разрушенного в 1934 году) и Соборной мечети в г. Пензе.
В 2007 и 2009 гг. Пенза стала местом проведения III и IV летних Спартакиад учащихся России, обойдя такие серьёзные города-претенденты, как Самара, Омск, Казань и др.
11 октября 2005 года, 23 января 2008 года и 15 октября 2014 года Пензенскую область посещал президент РФ Владимир Путин (в ходе второй поездки Путина сопровождал 1-й вице-премьер и кандидат в президенты РФ Дмитрий Медведев). 26 сентября 2007 года регион посетил председатель Правительства Российской Федерации Виктор Зубков (это была первая служебная поездка Зубкова после утверждения в должности премьера). 29 апреля 2011 года Пензенскую область посетил председатель Правительства РФ Владимир Путин, а 12 сентября 2012 года — председатель Правительства РФ Дмитрий Медведев.
Член Государственного совета РФ в 2000—2015 годах.
Был членом государственной комиссии РФ по химическому разоружению.
Был членом Совета при президенте РФ по реализации приоритетных национальных проектов и демографической политики.
Был президентом Ассоциации экономического взаимодействия субъектов РФ «Большая Волга».
Был членом Высшего совета политической партии «Единая Россия» (с 21 ноября 2009 года по 6 февраля 2016 года).

### Член Совета Федерации
В 1998—2001 годах был членом Совета Федерации Федерального Собрания Российской Федерации по должности, как губернатор Пензенской области. Был одним из инициаторов создания в Совете Федерации Комитета по вопросам совершенствования системы государственного строительства, соавтором ряда федеральных законопроектов, активно пропагандировал идеологию прямого федерального правления в Российской Федерации, в экономической политике добивался утверждения и совершенствования рыночных отношений.
21 сентября 2015 года был назначен членом Совета Федерации Федерального Собрания Российской Федерации — представителем от правительства Пензенской области своим преемником на посту губернатора Пензенской области Иваном Белозерцевым.
В августе 2015 года избран президентом общественной организации «Мотоциклетная федерация Пензенской области».
Полковник запаса.

### Смерть и прощание
Скончался от рака лёгких 22 июня 2016 года в своём доме в микрорайоне Ахуны города Пензы на 68-м году жизни.
Церемония прощания с В. К. Бочкарёвым прошла 24 июня 2016 года в киноконцертном зале «Пенза». Прощальную церемонию и похороны экс-губернатора посетили полпред Президента России в ПФО Михаил Бабич, губернатор Пензенской области Иван Белозерцев, губернатор Пермского края Виктор Басаргин, губернатор Нижегородской области Валерий Шанцев, губернатор Оренбургской области Юрий Берг, губернатор Самарской области Николай Меркушкин, глава Республики Мордовия Владимир Волков, председатель Законодательного собрания Пензенской области Валерий Лидин, председатель Государственного Совета Республики Татарстан Фарид Мухаметшин, депутаты Государственной Думы РФ Игорь Руденский, Николай Макаров, Сергей Есяков, члены Совета Федерации от Пензенской области и Татарстана Виктор Кондрашин и Ильдус Ахметзянов, бывшие члены Совета Федерации от Пензенской области Борис Шпигель и Любовь Глебова (руководитель Россотрудничества) и другие официальные лица, а также сотни жителей Пензенской области.
В. К. Бочкарёв был похоронен на Аллее славы Новозападного кладбища Пензы с государственными почестями.

### Увековечение памяти
- 28 апреля 2017 года Законодательным собранием Пензенской области был принят закон Пензенской области "О присвоении муниципальному автономному учреждению Нижнеломовского района Пензенской области «Физкультурно-оздоровительный комплекс с ледовым полем „Черёмушки“» имени Василия Кузьмича Бочкарёва". 5 мая закон был подписан губернатором Пензенской области Иваном Белозерцевым[27]. 19 июля 2017 года состоялось торжественное открытие Физкультурно-оздоровительного комплекса с ледовым полем «Черёмушки» имени В. К. Бочкарёва в г. Нижний Ломов с участием полпреда Президента России в ПФО Михаила Бабича и губернатора Пензенской области Ивана Белозерцева. На здании Физкультурно-оздоровительного комплекса установлена мемориальная доска работы скульптора В. Ю. Кузнецова с барельефом В. К. Бочкарёва и указанием, что здание ледового дворца было построено по его инициативе[28].Памятник Бочкарёву В.К
- 22 июня 2017 года, в день первой годовщины со дня смерти Василия Бочкарёва, на его могиле на Аллее славы Новозападного кладбища был торжественно открыт памятник работы скульптора В. Ю. Кузнецова. В церемонии открытия приняли участие губернатор Пензенской области Иван Белозерцев, мэр Пензы Виктор Кувайцев, заместитель полномочного представителя президента РФ в Приволжском федеральном округе Олег Мельниченко, бывший губернатор Саратовской области Дмитрий Аяцков, бывшие мэры Пензы — Роман Чернов и Александр Калашников. Панихиду по покойному отслужил митрополит Пензенский и Нижнеломовский Серафим[29]. 30 сентября 2017 года могилу посещал губернатор Ульяновской области Сергей Морозов[30].
- 27 апреля 2019 года в г. Пензе на мотостадионе «Сура» прошли открытые городские лично-командные соревнования по мотокроссу, посвящённые 70-летию со дня рождения В. К. Бочкарёва[31][32].
- 29 апреля 2019 года (в день 70-летия со дня рождения В. К. Бочкарёва) в г. Пензе в Губернаторском доме была открыта выставка, посвящённая бывшему губернатору (фотографии, живописные портреты и пр.)[33][34][35].
- 29 апреля 2024 года на Юбилейной площади в Пензе был открыт памятник Василию Кузьмичу[36].

## Диссертация и обвинения в плагиате
В 2002 г. защитил диссертацию на соискание учёной степени кандидата социологических наук. Согласно анализу Диссернет, эта диссертация содержит масштабные недокументированные заимствования из двух других диссертаций.

## Семья
Был женат, имел дочь.
Жена, Бочкарёва Валентина Михайловна, была членом совета директоров ОАО «Биосинтез» (собственник — сенатор от Пензенской области Борис Шпигель). Арестованный в 2008 году вице-губернатор Пензенской области Александр Пашков заявил, что Валентина Бочкарёва владеет 25 % акций ОАО «Биосинтез». Опровержений этой информации от Бочкарёвых не было. Валентина Бочкарёва имеет также долю в ООО «Виктория» (предоставление секретарских, редакторских услуг и услуг по переводу). В 2009 году выступала соответчиком по иску о неправомерно выделенном участке в Пензе по Московской улице, 82.
Дочь, Бочкарёва Наталья Васильевна (17 мая 1979 — 11 июля 2023), владела долями в ООО «Империя» (сдача в аренду недвижимого имущества) и в ООО «Сатурн», которое, в свою очередь, владеет 76 % долей в ООО «Пензенский подшипниковый завод»; до 2010 года входило в состав акционеров ОАО «Евлашевский лесоперерабатывающий комбинат». По данным СМИ, Наталье Бочкарёвой посвящена песня «Натали», которую поёт Николай Басков, бывший зять Бориса Шпигеля. Найдена мёртвой в московской квартире 11 июля 2023 года. Причиной смерти стала острая сердечная недостаточность.

## Награды и звания
- Орден «За заслуги перед Отечеством» III степени (23 сентября 2004 года) — за большой вклад в развитие межрегионального сотрудничества и социально-экономического потенциала области[42]
- Орден «За заслуги перед Отечеством» IV степени (26 апреля 1999 года) — за добросовестный труд и последовательное проведение курса экономических реформ[43]
- Орден Почёта (13 июня 1996 года) — за заслуги перед государством и многолетний добросовестный труд[44]
- Орден Дружбы (11 октября 2009 года) — за большой вклад в социально-экономическое развитие области и многолетнюю добросовестную работу[45]
- Медаль Столыпина П. А. II степени (24 апреля 2014 года) — за заслуги в решении стратегических задач социально-экономического развития страны и многолетний добросовестный труд[46]
- Почётная грамота Правительства Российской Федерации (30 мая 2006 года) — за высокие показатели в подготовке граждан Российской Федерации к военной службе, организации и проведении призыва на военную службу в 2005 году[47]
- Почётная грамота Правительства Российской Федерации (20 мая 1999 года) — за большой вклад в социально — экономическое развитие Пензенской области и многолетний добросовестный труд[48]
- Медаль «Данк» (30 августа 2004 года, Кыргызстан) — за значительный вклад в укрепление дружбы, экономическое и культурное сотрудничество между Кыргызской Республикой и Российской Федерацией на региональном уровне[49]
- Медаль «За укрепление государственной системы защиты информации» I степени (ФСТЭК, 2006)[50]
- именной пистолет «маузер» К-96 (2 августа 2004)
- наградной пистолет ПМ (1998)[51]
- Орден святого благоверного князя Даниила Московского II степени (РПЦ, 1999)
- Орден Святого благоверного князя Даниила Московского III степени (РПЦ, 1996)
- Орден преподобного Сергия Радонежского II степени (РПЦ)
- Медаль «За единение» (Единое духовное управление мусульман Европейской части России, 1998)
- «Почётный дорожник РСФСР» (1985)
- «Почётный железнодорожник» (1991)
- «Почётный работник транспорта Российской Федерации» (1996)
- Почётный гражданин города Пензы (30 мая 2003)[50]
- Памятный знак «За заслуги в развитии города Пензы» (2007)[52].
- Почётный гражданин Пензенской области (25 апреля 2009)[50]
- Лауреат национальной премии бизнес-репутации «Дарин» Российской Академии бизнеса и предпринимательства в 2003 г.
- Именной автомат Калашникова (АК) от полномочного представителя президента в Приволжском федеральном округе С. Кириенко (2010)
- Награждён всероссийской премией «Профессионал года — 2013» в номинации «Выбор читателей», учреждённой федеральным публицистическим изданием «Региональная Россия»

## Эксцентричные заявления
- В апреле 2011 года, на встрече с руководителями городов области, рекомендовал им сменить автомобили на велосипеды и мотороллеры.[53]
- В октябре 2011 года дал указание мэру Пензы Роману Чернову выселить из города бомжей и создать из них коммуну или кооператив. Там же предложил лишать премий главных врачей больниц в тех районах, где снижается рождаемость.[54]
- В июне 2013 года, на заседании правительства, отдал министрам поручение — похудеть.[55]